# Jeffrey Aubynn
Jeffrey Aubynn (* 12. Mai 1977 in Göteborg) ist ein ehemaliger schwedischer Fußballspieler ghanaischer Abstammung. Seit seinem Karriereende arbeitete er als Trainer.

## Sportlicher Werdegang

### Vereinskarriere
Aubynn spielte in seiner Jugend bei Gunnilse IS, mit dem er 1995 die Jugendmeisterschaft gewann. Dem Jugendalter entwachsen rückte er in die Profimannschaft auf und absolvierte für diese in zwei Spielzeiten 43 Zweitligaspiele und erzielte 15 Tore.
In der Saison 1997/98 – nach Deutschland gewechselt – kam er nur neunmal für die Regionalligamannschaft des FC Bayern München zum Einsatz.
Da er sich nicht durchzusetzen vermochte, kehrte er nach nur einer Spielzeit wieder nach Schweden zurück. Zunächst spielte er bei Halmstads BK, mit dem er 2000 Meister wurde, ehe er 2002 zum Ligakonkurrenten Örgryte IS wechselte und sich als Stammspieler etablierte.
Im Sommer 2003 verließ Aubynn Schweden und wechselte nach Dänemark zum Erstligisten Aarhus GF. Nach anderthalb Jahren kehrte er 2005 nach Schweden zurück und spielte beim Erstligisten Hammarby IF. Hier wurde er zum Stammspieler und spielte sich 2006 zurück in die Nationalmannschaft. Im Sommer 2007 verließ er erneut sein Heimatland und wechselte nach Norwegen zum Erstligisten Aalesunds FK. Dabei wurde über einen Monatsverdienst von 150.000 schwedischen Kronen spekuliert. Im November 2007 gab er bekannt, seinen auslaufenden Vertrag nicht verlängern zu wollen. Nachdem er ein Angebot vom SK Sturm Graz abgelehnt hatte, unterschrieb er bei Malmö FF einen Zweijahresvertrag mit Option auf eine weitere Spielzeit. In der Spielzeit 2008 absolvierte er 26 von 30 Saisonspielen; mit dem Verein verpasste er als Tabellensechster jedoch die Qualifikation zur Teilnahme am europäischen Pokalwettbewerb.
Zur Spielzeit 2012 wechselte er zum Ligakonkurrenten GAIS Göteborg, für den er am 6. April 2012 (2. Spieltag) bei der 1:2-Niederlage gegen Åtvidabergs FF debütierte und gegen diesen Verein am 4. August 2012 (18. Spieltag) beim 2:2-Remis im Heimspiel mit dem Elfmeter zum Endstand sein erstes Ligator erzielte. Am Saisonende stand mit dem 16. Tabellenplatz der Abstieg des Vereins in die Zweite Liga fest. In dieser absolvierte er vom 6. April 2013 (1. Spieltag) bis 26. Mai 2013 (9. Spieltag) sieben Einsätze und beendete mit Ablauf der Saison (am 3. November 2013) seine aktive Fußballer-Karriere.

### Nationalmannschaft
Nachdem Aubynn viermal für die U-18- und siebenmal für die U-21-Nationalmannschaft zum Einsatz gekommen war, debütierte er am 14. Februar 2001 im Rahmen des King’s Cup beim torlosen Unentschieden gegen die Nationalmannschaft Katars in der A-Nationalmannschaft. Sein letztes A-Länderspiel bestritt er am 23. Januar 2006 in Abu Dhabi beim torlosen Remis gegen die Nationalmannschaft Jordaniens.

## Erfolge
- Schwedischer Jugendmeister 1975 (mit Gunnilse IS)
- Schwedischer Meister 2000 (mit Halmstads BK), 2010 (mit Malmö FF)

## Sonstiges
1975 gewann Aubynn mit dem Jugendverein Gunnilse IS den Gothia Cup, dem größten Fußballturnier der Welt, bezogen auf die Teilnehmerzahl.

## Trainerkarriere
Nach seinem Karriereende kehrte Aubynn zu Malmö FF zurück, um als Jugendtrainer zu arbeiten. Zum Jahreswechsel 2020/21 rückte er als Trainerassistent von Jon Dahl Tomasson zur Wettkampfmannschaft auf, um den als Cheftrainer zum Ligakonkurrenten IK Sirius gewechselten Daniel Bäckström zu ersetzen.